# 금동보살입상 (국보 제129호)
금동보살입상(金銅菩薩立像)은 남북국 시대 신라의 불상이다. 1968년 12월 19일 대한민국의 국보 제129호로 지정되었다. 서울특별시 용산구 리움미술관에 소장되어 있다.

## 개요
높이가 54.5cm인 금동보살입상으로, 통일신라시대에 유행하던 보살상의 양식과 특징을 잘 보여주고 있다. 현재는 보살이 서 있던 대좌(臺座)와 머리에 쓰고 있던 관(冠)이 없으며, 왼손은 팔뚝에서 떨어져 나간 상태이다.
몸에 비하여 머리가 약간 큰 편이고, 머리 위에는 상투 모양의 머리묶음이 큼직하게 자리잡고 있다. 얼굴은 눈 위쪽보다 눈 아래쪽이 유난히 길어 보여 어딘지 모르게 경직된 인상을 풍긴다. 넓은 가슴에 대각선으로 가로질러 입은 천의(天衣)는 등으로 돌아 양 팔 위로 흘러 내렸는데, 오른손으로 그 가운데 한 가닥을 잡고 있다. 허리 부분에서 한번 접힌 치마는 무릎 위에 드리워지고 나머지는 길게 발목 위에까지 내려오고 있다. 치마의 주름은 U자형의 도드라진 선으로 표현되었는데, 그 기법이 매우 세련되고 아름답다.
통일신라시대의 불상들 가운데서 흔히 이런 양식의 보살상을 찾아볼 수 있는데, 비록 재료는 다르지만 성덕왕 18년(719)에 만들어진 《경주 감산사 석조미륵보살입상》(국보 제81호)이나 8세기 중반에 만들어진 《경주 굴불사지 석조사면불상》(보물 제121호)과 비슷한 유형의 작품임을 알 수 있다. 전체적으로 균형이 잘 맞고 몸의 형태도 유연한 편이지만 얼굴이나 신체의 표현에서 다소 경직된 느낌을 주는 8세기 후반의 작품으로 추정된다.

## 같이 보기
- 리움미술관

## 참고 자료
- 금동보살입상 - 국가유산청 국가유산포털